# Hildegart Rodríguez Carballeira
Hildegart Rodríguez Carballeira (Madrid, 9 de diciembre de 1914-Madrid, 9 de junio de 1933) fue una niña prodigio concebida por su madre, Aurora Rodríguez Carballeira, como «modelo de mujer del futuro». Destacó por su precoz inteligencia, méritos académicos y afán científico y divulgador. Militó tempranamente en el PSOE y después en el Partido Republicano Democrático Federal. Fue miembro activo de la Liga Mundial para la Reforma Sexual (1928) y la Liga Española para la Reforma Sexual sobre bases científicas (1932).  Escribió 16 libros y más de 150 artículos.
Leía desde los dos años, escribía desde los tres, y a la edad de dieciocho portaba a sus espaldas un extraordinario número de méritos. Licenciada en Derecho con una puntuación de sobresaliente, se había convertido en la abogada más joven de España y estudiaba dos nuevas carreras: Filosofía y Letras, y Medicina. Fruto del desencanto con la política socialista en el primer bienio de la Segunda República, abandonó el PSOE, de cuyas juventudes había sido vicepresidenta, para integrarse en el republicanismo. Con el tiempo se había convertido en una crítica del marxismo, acercándose a planteamientos más anarquistas. Con quince libros publicados, sus trabajos sobre sexología y otras materias eran conocidos y valorados por personalidades como Magnus Hirschfeld, Havelock Ellis, H. G. Wells, Gregorio Marañón, José Ortega y Gasset o Juan Negrín. También escribía desde los catorce en multitud de periódicos y revistas como El Socialista, La Tierra, Estudios, Sexualidad, Orto, Renovación, La Libertad, Gaceta Médica y Heraldo de Madrid.
Esta prometedora trayectoria se vio frustrada el 9 de junio de 1933, cuando su madre la asesinó, temerosa de que el deterioro de la relación entre ambas desviase a Hildegart del recto camino para el que había sido concebida. Aurora disparó a su hija tres veces en la cabeza y una en el corazón mientras dormía en su cama.

## Biografía

### Infancia
Hildegart fue concebida en la localidad gallega de Ferrol (La Coruña) por Aurora Rodríguez Carballeira y un progenitor biológico escogido por ella solo para ese fin, que resultó ser un sacerdote castrense leridano llamado Alberto Pallás Montseny. Una vez que quedó embarazada se mudó a Madrid, donde nació Hildegart un 9 de diciembre de 1914 en el número 3 de la calle de Juanelo. Entre el conjunto peculiar de ideas de su madre se encontraba la convicción de que los niños no debían ser inscritos en el registro, aunque finalmente sí lo hizo (en fecha tan avanzada como el 29 de abril de 1915, previo bautizo el 23 de marzo, pese a ser su madre atea militante).
En su partida de nacimiento consta como «Hildegart Leocadia Georgina Hermenegilda María del Pilar Rodríguez Carballeira», si bien solamente usó el primer nombre. Su madre siempre dijo que Hildegart, nombre conocido también por la santa Hildegarda de Bingen, significaba «Jardín de Sabiduría» en alemán, pero nada justifica esa afirmación (si bien podría significar «virgen heroica que ayuda en la batalla», pero con una grafía incorrecta). Hasta los cuatro años fue visitada por su padre sacerdote, hasta que Aurora comenzó a sospechar de su influencia y se lo prohibió.

### Activista
Desde muy joven Hildegart comenzó a trabajar activamente en el PSOE y en la UGT, teniendo un amplio apoyo entre las bases, aunque la cúpula la miraba con recelo e intentaba minimizar su presencia pública. La publicación en 1932 de una carta en el periódico La Libertad, en la que criticaba duramente una posible alianza del PSOE con un candidato reaccionario, provocó su expulsión. Tras esto se convirtió en miembro del Partido Republicano Federal y una ferviente crítica de los «socialenchufistas».
Fue socia del Lyceum Club Femenino, según el censo realizado por la periodista Concha Fagoaga. También fue socia del Ateneo de Madrid.

### La revolución sexual
Hildegart fue una de las personas más activas de su tiempo en el movimiento por la reforma sexual en España, y estuvo conectada con la vanguardia europea en ese tema, teniendo correspondencia con Havelock Ellis, Magnus Hirschfeld, Norman Haire y Jonathan Leunbach, entre otros. Al fundarse la Liga Española para la Reforma Sexual, presidida por Gregorio Marañón, fue escogida secretaria. Publicó dieciséis monografías, entre ellas Profilaxis anticoncepcional, que vendió 8000 ejemplares, solo en Madrid, en la primera semana tras su publicación. Mantuvo una extensa correspondencia con personalidades europeas de la época, entre ellas con H. G. Wells, a quien acompañó extensamente cuando visitó Madrid y cuya pretensión de llevarla a Londres como secretaria, además de con la intención de que se separase de su madre y desarrollase su potencial, dio lugar a las paranoicas conspiraciones que Aurora veía a su alrededor.

### El final

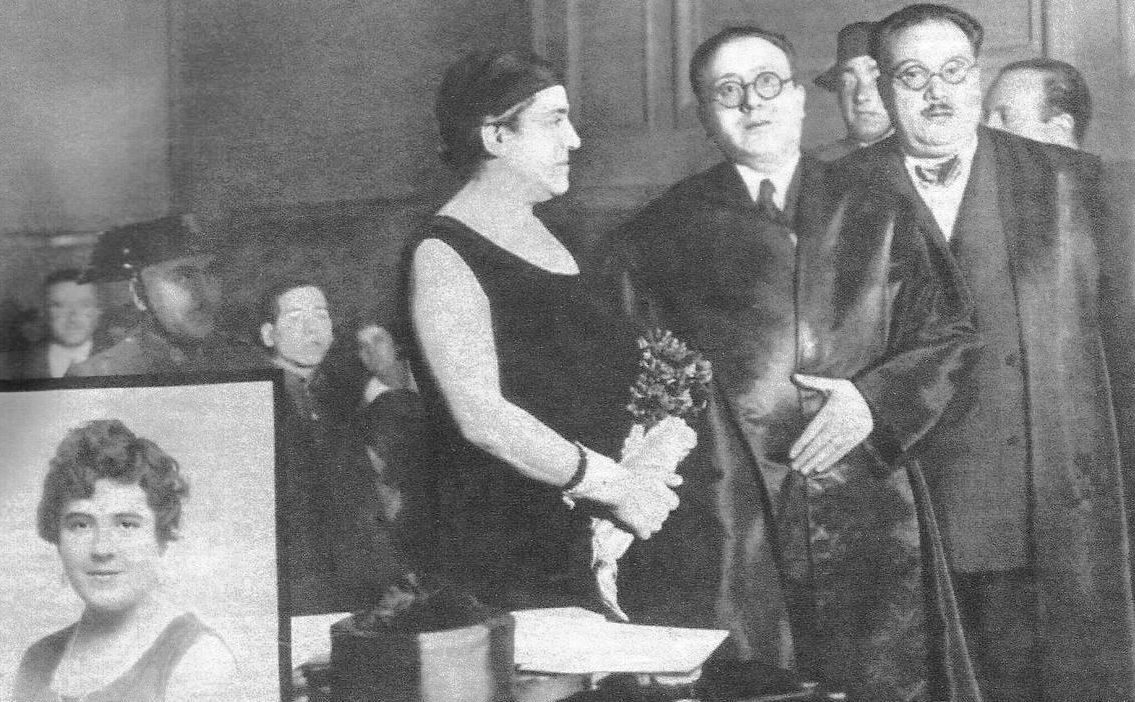
Juicio a Aurora Rodríguez Carballeira por el asesinato de su hija.

Aunque en su tiempo aparecieron diferentes teorías, entre ellas una supuesta relación sentimental con un joven escritor socialista llamado Abel Velilla, lo que parece más probable y coincide con el relato de su madre es que el deterioro de la relación entre ambas era profundo, principalmente por el progreso de la paranoia de su madre, que se quejó de que la había traído al mundo para ocuparse de la condición de la mujer, «y no de asuntos de socialeros y comuneros». Hildegart intentó varias veces separarse de ella, a lo que su madre respondía con amenazas de suicidio. El 9 de junio de 1933 por la noche, cuando Hildegart dormía en su cama, su madre le disparó tres tiros en la cabeza y uno en el corazón, matándola en el acto. Cuando Aurora vio que su hija se separaba de su proyecto decidió destruirla: «El escultor, tras descubrir la más mínima imperfección en su obra, la destruye». 
Aurora fue condenada a 26 años de cárcel por asesinato, que cumplió en su mayor parte en el centro psiquiátrico de Ciempozuelos, donde terminaría falleciendo en 1955.

## Obras publicadas de Hildegart
Hildegart publicó 16 libros y más de 150 artículos en periódicos como El Socialista, La Libertad, La Renovación (el órgano de las Juventudes Socialistas) y La Tierra. Sus dieciséis monografías se componen de partes propias y copias de obras de reformadores sexuales internacionales contemporáneos. Numerosas obras han sido y son reeditadas póstumamente.

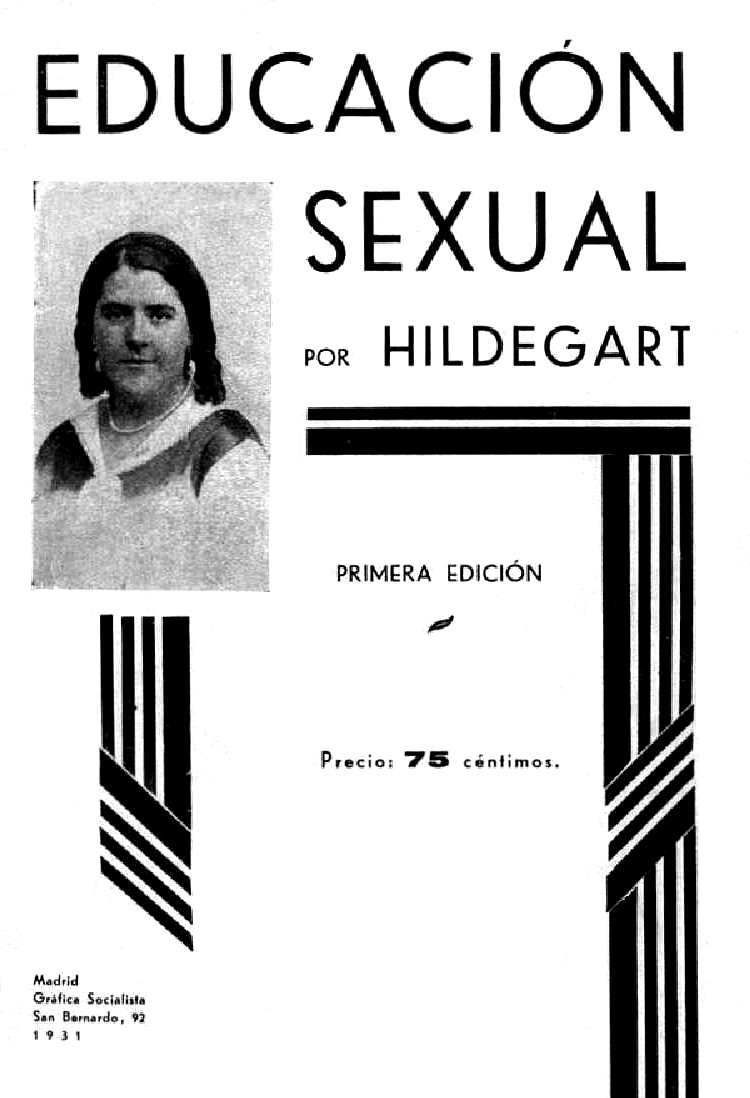
Educación Sexual por Hildegart. 1931.

Pueden consultarse digitalizados los libros de Hildegart en la Biblioteca Digital Hispánica (BNE). 

#### 1930 - Hildegart tiene 15 años
- 1930 - Tres amores históricos. Estudio comparativo de los amores de Romeo y Julieta, Abelardo y Eloísa y los Amantes de Teruel, Ediciones de la Diputación, Teruel. Premio de los Juegos Florales de la Corona de Aragón, editada por la Diputación de Teruel, 1929 [no hay versión digitalizada]
- 1930 - El problema eugénico. Punto de vista de una mujer moderna, Gráfica Socialista, Madrid.[12]
- 1930 - La limitación de la prole. Un deber del proletariado consciente, Gráfica Socialista, Madrid.[13]

#### 1931 - Hildegart tiene 16 años
- 1931 - Educación sexual, Gráfica Socialista, Madrid.[14]
- 1931 - El problema sexual tratado por una mujer española, Javier Morata, Madrid, 258 págs.[15]
  - 1977 - El problema sexual tratado por una mujer española, Javier Morata Pedreño. Reeditado con prólogo de Luis Hernández Alfonso. Ed. Morata, Madrid. ISBN 84-7112-057-7
- 1931 - Sexo y Amor, Cuadernos de Cultura 32, Valencia, 58 págs.[16]
  - 2024 - Sexo, Amor y Revolución. Reeditados "Sexo y Amor" y "La Revolución Sexual", Editorial Pregunta, Zaragoza, ISBN: 9788419766496.[17]
- 1931 - La rebeldía sexual de la juventud, Javier Morata, Madrid, 346 págs.[18]
  - 1977 - La rebeldía sexual de la juventud, Javier Morata, Reeditado con prólogo de Eduardo de Guzmán. Editorial Anagrama, Barcelona. 262 pp. ISBN 84-339-1302-6.
- 1931 - La Revolución Sexual, Cuadernos de Cultura 41, Valencia, 52 págs.[19]
  - 2024 - Sexo, Amor y Revolución. Reeditados "Sexo y Amor" y "La Revolución Sexual", Editorial Pregunta, Zaragoza, ISBN: 9788419766496.[17]
- 1931 - Profilaxis anticoncepcional. Paternidad voluntaria, Orto, Valencia, 118 págs.[20]
  - 1937 - Reeditado bajo el título de Medios para evitar el embarazo. Paternidad voluntaria, por Julio Pi, Mátaro. 120 págs.[21]
  - 1978 - Medios para evitar el embarazo. Paternidad voluntaria, Editorial Guara, Zaragoza, 126 págs.
  - 1985 - Paternidad voluntaria, Editorial Hacer, Barcelona.

#### 1932 - Hildegart tiene 17 años
- 1932 - Malthusismo y Neomalthusismo. El control de la natalidad, Javier Morata, Madrid. 287 págs.[22]
- 1932 - ¿Quo vadis, burguesía?, Ediciones Libertad, Madrid, 40 págs.[23]
  - 1979 - ¿Quo vadis, burguesía?, reeditado en , La novela proletaria. 1932-1933 (edición a cargo de Gonzalo Santonja), Editorial Ayuso, 2 vols, Serie Biblioteca Silenciada, Madrid ISBN 84-336-0163-6.[24]
- 1932 - ¿Se equivocó Marx...? ¿Fracasa el socialismo?, Ediciones Boro, Madrid, 400 págs.[25]
- 1932 - Cómo se curan y cómo se evitan las enfermedades venéreas, Orto, Valencia. 222 págs.[26]
- 1932 - Perversiones sexuales. El instinto sexual y sus manifestaciones mórbidas, Biblioteca Cuadernos de Cultura, Valencia. [adaptación del libro de Benjamin Tarnowsky (venereólogo y sexólogo 1837-1906), Izvraščenija polovogo čuvstva, San Petersburgo, 1885].[No hay versión digitalizada]

#### 1933 - Hildegart tiene 18 años
- 1933 - Historia de la prostitución. La prostitución y sus consecuencias. Consejos y decálogo, Orto, Valencia.[No hay versión digitalizada]
- 1933 - Venus ante el derecho, Castro, Madrid, 268 págs.[27]
- 1933 - Opiniones de mujeres. Conferencias, María Domínguez (1882-1936), primera alcaldesa en 1932 de la Segunda República Española en la localidad de Gallur, en Zaragoza, con prólogo de 64 págs. por Hildegart (abogado), Editorial Castro, Carabanchel Bajo, Madrid, 1933.
  - 2021 - Opiniones de mujeres, María Domínguez Remón, Pregunta Ediciones, Zaragoza, ISBN 9788417532587.

## Obras inspiradas en la vida de Hildegart y Aurora

### Literarias
- 1972 - Aurora de sangre: vida y muerte de Hildegart, Eduardo de Guzmán, ed. Gregorio del Toro, Madrid.
  - 2014 Aurora de sangre : vida y muerte de Hildegar, Eduardo de Guzmán ; con introducción de Ana Muiña; con textos de Guillermo Rendueles y Rafael Cid. Eded. La linterna sorda, 2014, Madrid. ISBN 978-84-942466-5-4.[28][29]
- 1977 - Aurora de sangre o la virgen roja Rafael Azcona, Jet Films, 1977. Guion del filme de Fernán Gómez basado en la novela de Eduardo de Guzmán.
- 1979 - Hildegart, la virgen roja Joan Llarch Roig, Barcelona, Producciones editoriales, 155 págs.
- 1987 - Auroras Anlaß ("Los motivos de Aurora"), Erich Hackl, Diogenes, Zúrich.[30]
  - 1991 - Los motivos de Aurora, Erich Hackl, Arte y Literatura, La Habana,
  - 1996 - Los motivos de Aurora, Erich Hackl, Ed. Trilce, Montevideo.
  - 2020 - Los motivos de Aurora, Erich Hackl, Xixón: Hoja de Lata.[31]
- 1987 - La virgen roja (Fernando Arrabal), ed. Seix Barral, Barcelona.[32]
  - 2014 - Infierno: Ribellarsi al Destino. Traduzione e studio de "La virgen roja" di Fernando Arrabal (Antonietta Martini), Edizioni Accademiche Italiane, Saarbrücken.[33]
- 1991 - A mí no me doblega nadie: Aurora Rodríguez, su vida y su obra (Hildegart), María Rosa Cal Martínez, Ediciós do Castro, Sada (La Coruña).[34]
- 2008 - Mi querida hija Hildegart Carmen Domingo, Destino, Barcelona.[35]
- 2020 - La madre de Frankenstein: agonía y muerte de Aurora Rodríguez Carballeira en el apogeo de la España nacionalcatólica, Manicominio de mujeres de Ciempozuelos, Madrid, 1954-1956, Almudena Grandes, Editorial Tusquets. Quinta novela que forma parte de la serie "Episodios de una guerra interminable".[36]

### Teatrales
- 1974 - La Virgen Roja, de Adolfo Celdrán, bajo la dirección de Juan Antonio Quintana, Grupo "Corral de Comedias de Valladolid",[37] escenografía Mery Maroto, música, Raimundo Pérez. Actrices principales Amparo Magdaleno como Aurora, madre de Hildegart y Maribel Rodicio en el papel de Hildegart. Estrenada en el Festival Internacional de Teatro de Sitges se representó en el Teatro Alfil de Madrid con modificaciones de la censura y después en Valladolid. Finalmente fue prohibida por un artículo en la revista de extrema derecha "Fuerza Nueva" que consideró que era un "montaje intolerable".[38]
- Hildegart (2025), ópera de cámara con música de Juan Durán y libreto de Javier Mateo Hidalgo. Estreno en el Festival Little Ópera de Zamora el 26 de julio de 2025

### Cinematográficas
- 1977 - Mi hija Hildegart, dirigida por Fernando Fernán Gómez, con guion del propio director y Rafael Azcona, y protagonizada por Amparo Soler Leal (en el papel de Aurora) y Carmen Roldán (en el papel de Hildegart). El autor del libro original en que está basada la película, Aurora de sangre, Eduardo de Guzmán, es uno de los personajes de su propio libro, interpretado en la película por el actor Manuel Galiana.
- 2014 - The Red Virgin, cortometraje de 17 minutos de duración dirigido por Sheila Pye, con Maribel Verdú e Ivana Baquero.
- 2016 - Hildegart oder Projekt: Superwoman, dirigida por Barbara Caspar.[39]
- 2021 - A virxe roxa, documental dirigido por Marcos Nine.
- 2024 - La virgen roja, largometraje dirigido por Paula Ortiz. Con guion de Eduard Sola y Clara Roquet. Fotografía de Pedro J. Márquez y Música de Guille Galván y Juanma Latorre. Con las actrices principales Najwa Nimri, Alba Planas y Aixa Villagrán y los actores principales Patrick Criado y Pepe Viyuela. Producida por Elastica Films, Avalon P.C, Amazon MGM Studios.[40][41]

### Musicales
- Jardín de sabiduría (2015), canción compuesta e interpretada por Supergrupo (integrado por Aviador Dro, L-Kan y La Monja Enana), con música de Michael Nyman (Bird Anthem). Depósito legal M-7133-2015.
- Hildegart (2025), ópera de cámara con música de Juan Durán y libreto de Javier Mateo Hidalgo. Estreno en el Festival Little Ópera de Zamora el 26 de julio de 2025

## Estudios clínicos sobre Aurora Rodríguez Carballeira
- 1989 - Guillermo Rendueles (psiquiatra), El manuscrito encontrado en Ciempozuelos: análisis de la historia clínica de Aurora Rodríguez, Estudio del historial clínico de Aurora en el hospital de Ciempozuelos., ed. Endymion, Madrid, 1989, ISBN 84-7731-023-8.[42][43]
- 2012 - Javier Fernández Soriano, Estudio psicoanalítico de la paranoia. El caso de la madre asesina de Hildegart, Ed. Biblioteca Nueva, Madrid.